# Konare, Stara Zagora
Konare (în bulgară Конаре) este un sat în comuna Gurkovo, regiunea Stara Zagora,  Bulgaria. 

## Demografie
Componența etnică a satului Konare
     Romi (2,37%)
     Bulgari (95,9%)
     Nicio identificare (1,72%)
     Altele (0%)
La recensământul din 2011, populația satului Konare era de 464 locuitori. Din punct de vedere etnic, majoritatea locuitorilor (95,9%) erau bulgari, cu o minoritate de romi (2,37%). Pentru 1,72% din locuitori nu este cunoscută apartenența etnică.